# Oxygonitis sericeoides
Oxygonitis sericeoides är en fjärilsart som beskrevs av Louis Beethoven Prout 1922. Oxygonitis sericeoides ingår i släktet Oxygonitis och familjen nattflyn. Inga underarter finns listade i Catalogue of Life.